# Casa scriitorului Valentin Roșca (Alexăndreni)
Casa scriitorului Valentin Roșca este o clădire amplasată în Alexăndreni, raionul Edineț, Republica Moldova. Este un monument istoric de importanță națională inclus în Registrul monumentelor Republicii Moldova ocrotite de stat cu nr. 678 (raionul Edineț). Datează de la înc. sec. XX.